# Битва при Сан-Мігеліто
Битва при Сан-Мігелето - сталася коли, після невдалого штурму Гватемала-Сіті, Морасан зняв облогу міста і зосередив свої сили на захоплення Антигуа. Дивізія федеральних військ слідувала за ним зі столиці під командуванням полковника Пачеко в напрямку Сумпанго в Сакатепекесі та Ель- Техара в Чимальтенанго з метою атакувати його в Антигуа. Але Пачеко розширив свої сили, залишивши частину з них у Сумпанго. Коли 6 березня він прибув до Сан-Мігеліто з меншою армією, він зазнав поразки від генерала Морасана, що ще раз підняло моральний дух людей ліберального каудильйо. Також після перемоги під Сан-Мігеліто армія Морасана була збільшена, коли до його лав приєдналися гватемальські добровольці.